# موش سرباریک دم‌خاکستری
موش سرباریک دم‌خاکستری (نام علمی: Stenocephalemys griseicauda) نام یک گونه از سرده موش‌های سرباریک است.